# Michael Forgeron
Michael Joseph "Mike" Forgeron (født 24. januar 1966 i Main-à-Dieu) er en canadisk tidligere roer og olympisk guldvinder.
Forgeron begyndte at ro, da han gik på universitetet i slutningen af 1980'erne. I 1991 kom han med på det canadiske rolandshold, og samme år deltog han i de panamerikanske lege, hvor han vandt sølv i toer uden styrmand og bronze i otteren. Han deltog med den canadiske otter ved OL 1992 i Barcelona, hvor han var med som den eneste, der ikke havde vundet sølv ved de to foregående verdensmesterskaber. Den canadiske båd vandt sit indledende heat, men blev i semifinalen besejret af Rumænien, der havde sat olympisk rekord i deres indledende heat. Andenpladsen var dog tilstrækkelig til at sende canadierne i finalen, og her fulgtes feltet ad, indtil canadierne trak fra ved 1500 m. Rumænerne var nær ved at indhente dem, men med en tid på 1.29,53 minutter (ny olympisk rekord) holdt canadierne deres førsteplads, 0,14 sekund foran rumænerne, mens det tyske hold var lidt over et halvt sekund yderligere bagud på tredjepladsen. Det var anden gang canadierne vandt OL-guld i denne disciplin, og udover Forgeronbestod bådens besætning af Darren Barber, Andrew Crosby, Robert Marland, John Wallace, Derek Porter, Michael Rascher, Bruce Robertson og styrmand Terrence Paul.
Efter OL 1992 skiftede Forgeron til firer uden styrmand, hvor han ved VM i 1993 og 1994 opnåede henholdsvis en fjerde- og en syvendeplads. Ved Commonwealth Games 1994 vandt hans båd guld. Derpå skiftede han til dobbeltsculler, hvor han sammen med Todd Hallett blev nummer fem ved VM 1995, og parret deltog også ved OL 1996 i Atlanta. Her blev det til en andenplads i det indledende heat, hvorpå parret vandt sit opsamlingsheat. I semifinalen blev Forgeron og Hallett nummer fire, næsten fire sekunder efter tyskerne på tredjepladsen, og dermed plads i B-finalen. Her vandt de to canadiere med næsten et sekund foran den australske båd, og de blev dermed samlet nummer syv.
Efter OL indstillede han sin karriere og skabte sig en karriere inden for salg. Han er optaget Canadas Olympiske Hall of Fame og har modtaget andre hædersbevisninger for sin sportskarriere.

## OL-medaljer
- 1992:  Guld i otter